# Шпилька для краватки

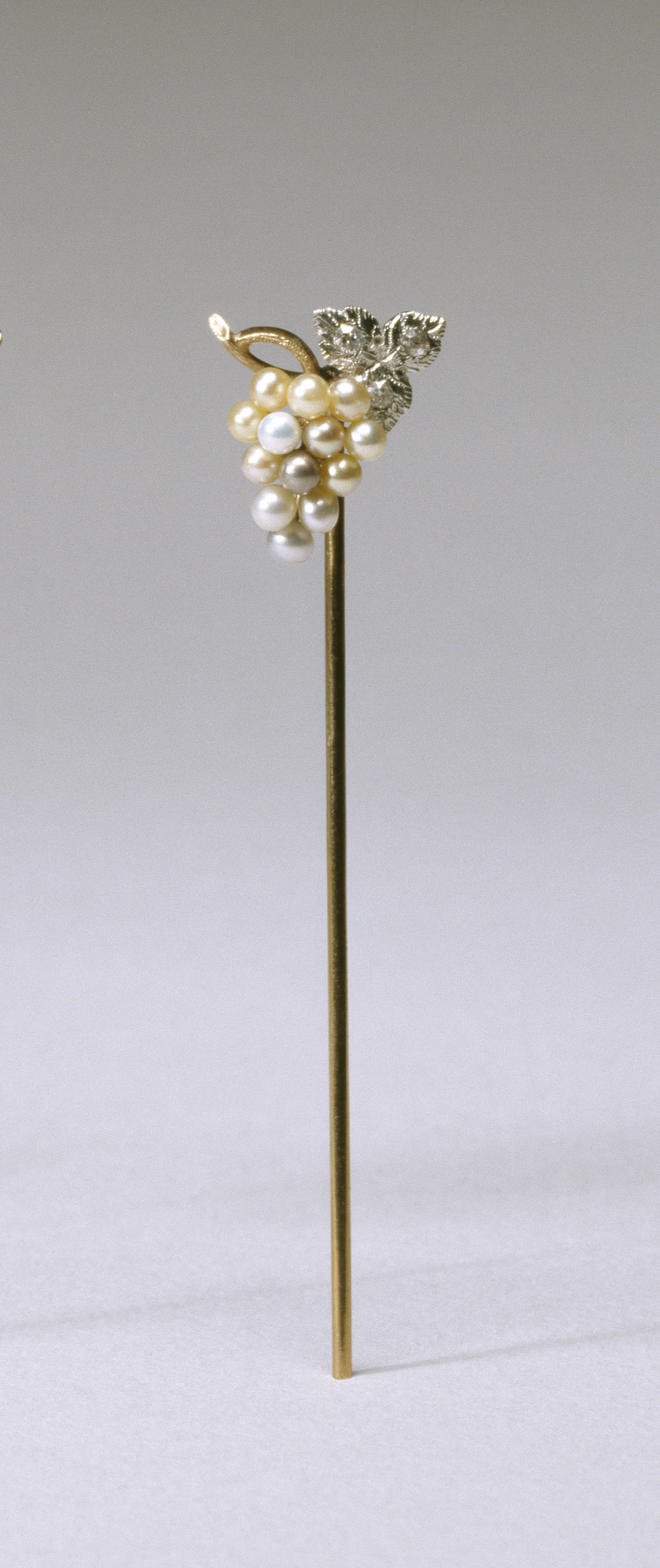
Шпилька для краватки у вигляді виноградного грона. США, 1910. Золото, діаманти, перли. Художній музей Волтерс

Шпилька для краватки — традиційно чоловічий аксесуар, призначений для заколювання краватки або шийної хустки певним чином. Пік популярності цього аксесуара припав на XIX століття, нині є необов'язковим елементом костюму.
Як самостійний аксесуар шпилька для краватки з'явилася на початку XIX століття. Шийні хустки того часу виготовляли з атласу, накрохмаленого батисту, шовку, мусліну й інших тонких і дорогих тканин. Хустки зав'язувалися складними вузлами і приколювалися шпилькою до сорочки, щоб зберегти акуратний вигляд. Хоча необхідно відзначити, що далеко не кожна краватка вимагала кріплення шпилькою і цей аксесуар ніколи не був обов'язковим, хоча його популярність зросла в другій половині XIX століття з появою краватки аскот. Аскот і в даний час є рідкісним видом краватки, які традиційно вимагають заколювання шпилькою.
Шпильки для краваток XIX століття виготовлялися з великим мистецтвом і фантазією з дорогоцінних і напівкоштовних матеріалів (золото, емаль, перли, дорогоцінні камені, коралі тощо). Використовувалися також мініатюри і, з середини XIX століття, світлини. Популярними мотивами були: фігурки тварин, символи (підкова, кисть руки, гербовий щит та інші), геометричні фігури, стилізовані ініціали (вензелі) тощо.
Шпильки для краваток, як правило, мали спіралеподібні насічки на голці і наконечник-застібку на зворотному боці, що запобігало випаданню шпильки.